# Challenge européen 2014-2015
Navigation
Challenge européen 2013-2014 Challenge européen 2015-2016
Le Challenge européen de rugby à XV 2014-2015, appelée également European Rugby Challenge Cup ou ERCC2, oppose pour la saison 2014-2015 vingt équipes européennes de rugby à XV : huit françaises, cinq anglaises, deux galloises, une irlandaise, une italienne, une écossaise et deux autres équipes européennes qualifiées. La compétition se déroule du 16 octobre 2014 au 1er mai 2015. La compétition est organisée en deux phases. Une première phase de poules se déroulent en matchs aller-retour à la fin de laquelle sont issues les cinq équipes ayant terminé en tête de leur groupe. La compétition se poursuit par une phase à élimination directe à partir des quarts de finale.

## Présentation

### Équipes en compétition
| - Exeter Chiefs - Gloucester Rugby - London Irish - Newcastle Falcons - London Welsh | - Stade français Paris - Union Bordeaux Bègles - CA Brive - Aviron bayonnais - FC Grenoble - US Oyonnax - Lyon OU - Atlantique stade rochelais | - Connacht Rugby - Zebre - Édimbourg Rugby - Cardiff Blues - Newport Gwent Dragons | - Rugby Rovigo - Bucarest Wolves |

### Tirage au sort
Les 20 équipes sont classées en fonction de leurs résultats dans leurs championnats nationaux respectifs. Les cinq équipes les mieux classées sont têtes de série. Par ailleurs, chaque pays ne peut avoir qu'une seule équipe par poule, à l'exception de la France qui compte huit clubs et l'Angleterre qui compte cinq clubs. Le tableau suivant présente la répartition des équipes selon les « niveaux » avant le tirage au sort. Leur rang au classement européen est indiqué entre parenthèses. Le tirage au sort des poules a lieu le 10 juin 2014 au stade de la Maladière à Neuchâtel.
| Niveau 1             | Niveau 2              | Niveau 3          | Niveau 4                   |
| -------------------- | --------------------- | ----------------- | -------------------------- |
| Cardiff Blues        | Union Bordeaux Bègles | Newcastle Falcons | US Oyonnax                 |
| Exeter Chiefs        | CA Brive              | Connacht Rugby    | Lyon OU                    |
| Stade français Paris | London Irish          | FC Grenoble       | Atlantique stade rochelais |
| Gloucester Rugby     | Newport Gwent Dragons | London Welsh      | Rugby Rovigo               |
| Édimbourg Rugby      | Aviron bayonnais      | Zebre             | Bucarest Wolves            |

### Format
Les formations s'affrontent dans une première phase de groupes en matchs « aller/retour » (six matchs pour chacune des équipes soit douze rencontres par groupe). Quatre points sont accordés pour une victoire et deux pour un nul. De plus, un point de bonus est accordé par match aux équipes qui inscrivent au moins quatre essais et un point de bonus est octroyé au club perdant un match par sept points d'écart ou moins. Les vainqueurs de chaque poule ainsi que les 3 meilleurs deuxièmes participent aux quarts de finale. Les 4 meilleurs premiers de la compétition sont classés de 1 à 4 et reçoivent en quart de finale.

## Première phase

### Notations et règles de classement
Dans les tableaux de classement suivants, les différentes abréviations et couleurs signifient:
|  | Qualifiés pour les quarts de finale.     |
|  | Qualifiés en tant que meilleur deuxième. |

Attribution des points : victoire sur tapis vert : 5, victoire : 4, match nul : 2, défaite : 0, forfait : -2 ; plus les bonus (offensif : au moins 4 essais marqués ; défensif : défaite par 7 points d'écart ou moins).
Règles de classement :
- équipes dans la même poule : 1. points terrain ; 2. points terrain obtenus dans les matchs entre équipes concernées ; 3. nombre d'essais marqués dans les matchs entre équipes concernées ; 4. différence de points dans les matchs entre équipes concernées.
- équipes dans des poules différentes : 1. points terrain ; 2. nombre d'essais marqués ; 3. différence de points ; 5. nombre de joueurs obtenus un carton jaune et/ou suspendus ; 6. tirage à pile ou face.

### Poule 1

#### Classement
| Rang | Équipe        | J | V | N | D | Em | Ee | Bo | Bd | Pm  | Pe  | Diff | Pts |
| ---- | ------------- | - | - | - | - | -- | -- | -- | -- | --- | --- | ---- | --- |
| 1    | London Irish  | 6 | 5 | 0 | 1 | 30 | 11 | 4  | 0  | 220 | 123 | +97  | 24  |
| 2    | Cardiff Blues | 6 | 5 | 0 | 1 | 35 | 10 | 4  | 0  | 249 | 95  | +154 | 24  |
| 3    | FC Grenoble   | 6 | 2 | 0 | 4 | 19 | 21 | 3  | 1  | 161 | 160 | +1   | 12  |
| 4    | Rugby Rovigo  | 6 | 0 | 0 | 6 | 8  | 50 | 0  | 1  | 77  | 329 | -252 | 1   |

### Poule 2

#### Classement
| Rang | Équipe           | J | V | N | D | Em | Ee | Bo | Bd | Pm  | Pe  | Diff | Pts |
| ---- | ---------------- | - | - | - | - | -- | -- | -- | -- | --- | --- | ---- | --- |
| 1    | Exeter Chiefs    | 6 | 5 | 0 | 1 | 26 | 11 | 4  | 1  | 212 | 97  | +115 | 25  |
| 2    | Connacht         | 6 | 4 | 0 | 2 | 23 | 16 | 4  | 0  | 186 | 144 | +42  | 20  |
| 3    | Aviron bayonnais | 6 | 2 | 0 | 4 | 10 | 18 | 0  | 1  | 106 | 165 | -59  | 9   |
| 4    | Stade rochelais  | 6 | 1 | 0 | 5 | 10 | 24 | 0  | 0  | 84  | 192 | -108 | 4   |

### Poule 3

#### Classement
| Rang | Équipe                | J | V | N | D | Em | Ee | Bo | Bd | Pm  | Pe  | Diff | Pts |
| ---- | --------------------- | - | - | - | - | -- | -- | -- | -- | --- | --- | ---- | --- |
| 1    | Newport Gwent Dragons | 6 | 5 | 0 | 1 | 31 | 15 | 4  | 1  | 240 | 127 | +113 | 25  |
| 2    | Newcastle Falcons     | 6 | 4 | 0 | 2 | 29 | 20 | 4  | 1  | 208 | 149 | +59  | 21  |
| 3    | Stade français Paris  | 6 | 3 | 0 | 3 | 19 | 13 | 2  | 1  | 155 | 143 | +12  | 15  |
| 4    | Bucureşti Wolves      | 6 | 0 | 0 | 6 | 8  | 39 | 0  | 1  | 77  | 261 | -184 | 1   |

### Poule 4

#### Classement
| Rang | Équipe                | J | V | N | D | Em | Ee | Bo | Bd | Pm  | Pe  | Diff | Pts |
| ---- | --------------------- | - | - | - | - | -- | -- | -- | -- | --- | --- | ---- | --- |
| 1    | Édimbourg Rugby       | 6 | 5 | 0 | 1 | 14 | 8  | 1  | 1  | 146 | 90  | +56  | 22  |
| 2    | Lyon OU               | 6 | 4 | 0 | 2 | 16 | 15 | 2  | 0  | 149 | 139 | +10  | 18  |
| 3    | Union Bordeaux Bègles | 6 | 3 | 0 | 3 | 22 | 14 | 3  | 1  | 176 | 142 | +34  | 16  |
| 4    | London Welsh          | 6 | 0 | 0 | 6 | 7  | 23 | 0  | 1  | 72  | 172 | -100 | 1   |

### Poule 5

#### Classement
| Rang | Équipe           | J | V | N | D | Em | Ee | Bo | Bd | Pm  | Pe  | Diff | Pts |
| ---- | ---------------- | - | - | - | - | -- | -- | -- | -- | --- | --- | ---- | --- |
| 1    | Gloucester Rugby | 6 | 6 | 0 | 0 | 25 | 6  | 5  | 0  | 211 | 64  | +147 | 29  |
| 2    | US Oyonnax       | 6 | 4 | 0 | 2 | 12 | 13 | 0  | 0  | 123 | 124 | -1   | 16  |
| 3    | Zebre            | 6 | 2 | 0 | 4 | 8  | 14 | 0  | 0  | 102 | 154 | -52  | 8   |
| 4    | CA Brive         | 6 | 0 | 0 | 6 | 11 | 21 | 0  | 2  | 93  | 187 | -94  | 2   |

## Phase finale
Les cinq premiers ainsi que les 3 meilleurs deuxièmes sont qualifiés pour les quarts de finale. Les huit équipes sont classées dans l'ordre suivant pour obtenir le tableau des quarts de finale : les vainqueurs de poule seront classés de 1 à 5 en fonction du nombre de points obtenus ; les quatre meilleurs premiers de poule sont classés de 1 à 4 et reçoivent en quart de finale.
Les équipes sont départagées selon les critères suivants :
1. Plus grand nombre de points
2. Différence de points
3. Nombre d'essais marqués

| Rang | Clubs                   | Matchs Joués | Pts | Diff | EM |
| ---- | ----------------------- | ------------ | --- | ---- | -- |
| 1    | Gloucester Rugby        | 6            | 29  | +147 | 25 |
| 2    | Exeter Chiefs           | 6            | 25  | +115 | 26 |
| 3    | Newport Gwent Dragons   | 6            | 25  | +113 | 31 |
| 4    | London Irish            | 6            | 24  | +97  | 30 |
| 5    | Édimbourg Rugby         | 6            | 22  | +56  | 14 |
| 6    | Cardiff Blues (2nd)     | 6            | 24  | +154 | 35 |
| 7    | Newcastle Falcons (2nd) | 6            | 21  | +59  | 29 |
| 8    | Connacht (2nd)          | 6            | 20  | +42  | 23 |

### Tableau
|  | Quarts de finale                                | Quarts de finale                                  |                  |    | Demi-finales                                     | Demi-finales                                     |  |  | Finale                                      | Finale                                      |
|  | Quarts de finale                                | Quarts de finale                                  |                  |    | Demi-finales                                     | Demi-finales                                     |  |  | Finale                                      | Finale                                      |
|  |                                                 |                                                   |                  |    |                                                  |                                                  |  |  |                                             |                                             |
|  | le 3 avril 2015 à Kingsholm Stadium, Gloucester | le 3 avril 2015 à Kingsholm Stadium, Gloucester   |                  |    | le 18 avril 2015 à Kingsholm Stadium, Gloucester | le 18 avril 2015 à Kingsholm Stadium, Gloucester |  |  | le 1er mai 2015 à Twickenham Stoop, Londres | le 1er mai 2015 à Twickenham Stoop, Londres |
|  | le 3 avril 2015 à Kingsholm Stadium, Gloucester | le 3 avril 2015 à Kingsholm Stadium, Gloucester   |                  |    | le 18 avril 2015 à Kingsholm Stadium, Gloucester | le 18 avril 2015 à Kingsholm Stadium, Gloucester |  |  | le 1er mai 2015 à Twickenham Stoop, Londres | le 1er mai 2015 à Twickenham Stoop, Londres |
|  | Gloucester Rugby                                | 14                                                |                  |    | le 18 avril 2015 à Kingsholm Stadium, Gloucester | le 18 avril 2015 à Kingsholm Stadium, Gloucester |  |  | le 1er mai 2015 à Twickenham Stoop, Londres | le 1er mai 2015 à Twickenham Stoop, Londres |
|  | Gloucester Rugby                                | 14                                                |                  |    | le 18 avril 2015 à Kingsholm Stadium, Gloucester | le 18 avril 2015 à Kingsholm Stadium, Gloucester |  |  | le 1er mai 2015 à Twickenham Stoop, Londres | le 1er mai 2015 à Twickenham Stoop, Londres |
|  | Connacht                                        | 7                                                 |                  |    | le 18 avril 2015 à Kingsholm Stadium, Gloucester | le 18 avril 2015 à Kingsholm Stadium, Gloucester |  |  | le 1er mai 2015 à Twickenham Stoop, Londres | le 1er mai 2015 à Twickenham Stoop, Londres |
|  | Connacht                                        | 7                                                 | Gloucester Rugby | 30 |                                                  |                                                  |  |  | le 1er mai 2015 à Twickenham Stoop, Londres | le 1er mai 2015 à Twickenham Stoop, Londres |
|  | le 4 avril 2015 à Sandy Park, Exeter            |                                                   | Gloucester Rugby | 30 |                                                  |                                                  |  |  | le 1er mai 2015 à Twickenham Stoop, Londres | le 1er mai 2015 à Twickenham Stoop, Londres |
|  |                                                 | Exeter Chiefs                                     | 19               |    |                                                  |                                                  |  |  | le 1er mai 2015 à Twickenham Stoop, Londres | le 1er mai 2015 à Twickenham Stoop, Londres |
|  | Exeter Chiefs                                   | Exeter Chiefs                                     | 19               | 48 |                                                  |                                                  |  |  | le 1er mai 2015 à Twickenham Stoop, Londres | le 1er mai 2015 à Twickenham Stoop, Londres |
|  | Exeter Chiefs                                   |                                                   |                  | 48 |                                                  |                                                  |  |  | le 1er mai 2015 à Twickenham Stoop, Londres | le 1er mai 2015 à Twickenham Stoop, Londres |
|  | Newcastle Falcons                               | 13                                                |                  |    |                                                  |                                                  |  |  | le 1er mai 2015 à Twickenham Stoop, Londres | le 1er mai 2015 à Twickenham Stoop, Londres |
|  | Newcastle Falcons                               | 13                                                | Gloucester Rugby | 19 |                                                  |                                                  |  |  |                                             |                                             |
|  | le 5 avril 2015 à Madejski Stadium, Reading     |                                                   | Gloucester Rugby | 19 |                                                  |                                                  |  |  |                                             |                                             |
|  |                                                 | Édimbourg Rugby                                   | 13               |    |                                                  |                                                  |  |  |                                             |                                             |
|  | London Irish                                    | Édimbourg Rugby                                   | 13               | 18 |                                                  |                                                  |  |  |                                             |                                             |
|  | London Irish                                    | le 17 avril 2015 à Murrayfield Stadium, Édimbourg |                  | 18 |                                                  |                                                  |  |  |                                             |                                             |
|  | Édimbourg Rugby                                 | 23                                                |                  |    |                                                  |                                                  |  |  |                                             |                                             |
|  | Édimbourg Rugby                                 | 23                                                | Édimbourg Rugby  | 45 |                                                  |                                                  |  |  |                                             |                                             |
|  | le 4 avril 2015 à Rodney Parade, Newport        |                                                   | Édimbourg Rugby  | 45 |                                                  |                                                  |  |  |                                             |                                             |
|  |                                                 | Newport Gwent Dragons                             | 16               |    |                                                  |                                                  |  |  |                                             |                                             |
|  | Newport Gwent Dragons                           | Newport Gwent Dragons                             | 16               | 25 |                                                  |                                                  |  |  |                                             |                                             |
|  | Newport Gwent Dragons                           |                                                   |                  | 25 |                                                  |                                                  |  |  |                                             |                                             |
|  | Cardiff Blues                                   | 21                                                |                  |    |                                                  |                                                  |  |  |                                             |                                             |
|  | Cardiff Blues                                   | 21                                                |                  |    |                                                  |                                                  |  |  |                                             |                                             |

### Quarts de finale
| 3 avril 2015 19 h 45 WET | Gloucester Rugby                                                                 | 14 - 7 (14 - 0) | Connacht                                                  | Kingsholm Stadium, Gloucester 13 236 spectateurs Arbitre : Mathieu Raynal |
| 3 avril 2015 19 h 45 WET | Essai(s) : Sharples (20e), Meakes (30e) Transformation(s) : Laidlaw 2 (20e, 30e) |                 | Essai(s) : Pénalité (65e) Transformation(s) : Carty (65e) | Kingsholm Stadium, Gloucester 13 236 spectateurs Arbitre : Mathieu Raynal |
| 3 avril 2015 19 h 45 WET |                                                                                  |                 |                                                           | Kingsholm Stadium, Gloucester 13 236 spectateurs Arbitre : Mathieu Raynal |

| 4 avril 2015 12 h 45 WET | Newport Gwent Dragons | 25 - 21 (10 - 14) | Cardiff Blues | Rodney Parade, Newport 8 119 spectateurs Arbitre : JP Doyle |
| 4 avril 2015 12 h 45 WET | Essai(s) : Amos (35e), Cudd (45e), Pénalité (50e) Transformation(s) : Prydie 2 (35e, 50e) Pénalité(s) : Prydie (8e), Jones (67e) |                   | Essai(s) : Williams (4e), Anscombe (25e), Navidi (74e) Transformation(s) : Anscombe 3 (4e, 25e, 74e) Carton(s) jaune(s) : Williams (56e) | Rodney Parade, Newport 8 119 spectateurs Arbitre : JP Doyle |
| 4 avril 2015 12 h 45 WET | |                   | | Rodney Parade, Newport 8 119 spectateurs Arbitre : JP Doyle |

| 4 avril 2015 20 h 00 WET | Exeter Chiefs | 48 - 13 (24 - 3) | Newcastle Falcons                                                                                             | Sandy Park, Exeter 10 022 spectateurs Arbitre : Marius Mitrea |
| 4 avril 2015 20 h 00 WET | Essai(s) : Ewers (12e), Pénalité (19e), Waldrom (40e), McGuigan (58e), Hill (69e), Mumm (71e) Transformation(s) : Slade 4 (12e, 19e, 40e, 58e), Steenson 2 (69e, 71e) Pénalité(s) : Slade 2 (35e, 54e) |                  | Essai(s) : Harris (66e), Catterick (66e) Pénalité(s) : Catterick 2 (33e, 39e) Carton(s) jaune(s) : Tait (19e) | Sandy Park, Exeter 10 022 spectateurs Arbitre : Marius Mitrea |
| 4 avril 2015 20 h 00 WET | |                  | | Sandy Park, Exeter 10 022 spectateurs Arbitre : Marius Mitrea |

| 5 avril 2015 17 h 45 WET | London Irish | 18 - 23 (10 - 16) | Édimbourg Rugby | Madejski Stadium, Reading 4 728 spectateurs Arbitre : Pascal Gaüzère |
| 5 avril 2015 17 h 45 WET | Essai(s) : Gilsenan (40e+1), Steele (53e) Transformation(s) : Geraghty (40e+4) Pénalité(s) : Geraghty 2 (33e, 46e) |                   | Essai(s) : Nel (11e), McKenzie (60e) Transformation(s) : Hidalgo-Clyne 2 (12e, 62e) Pénalité(s) : Hidalgo-Clyne 3 (2e, 19e, 21e) Carton(s) jaune(s) : Andress (78e) | Madejski Stadium, Reading 4 728 spectateurs Arbitre : Pascal Gaüzère |
| 5 avril 2015 17 h 45 WET | |                   | | Madejski Stadium, Reading 4 728 spectateurs Arbitre : Pascal Gaüzère |

### Demi-finales
| 17 avril 2015 19 h 45 WET | Édimbourg Rugby | 45-16 (18 - 9) | Newport Gwent Dragons                                                                        | Murrayfield Stadium, Édimbourg 8 231 spectateurs Arbitre : JP Doyle |
| 17 avril 2015 19 h 45 WET | Essai(s) : McInally (15e), Visser (23e), Toolis (55e), Hidalgo-Clyne (61e), Fife (68e) Transformation(s) : Hidalgo-Clyne 4 (16e, 57e, 62e ,70e) Pénalité(s) : Hidalgo-Clyne 4 (11e, 34e, 43e ,59e) |                | Essai(s) : Harris (43e) Transformation(s) : Jones (45e) Pénalité(s) : Jones 3 (5e, 19e, 30e) | Murrayfield Stadium, Édimbourg 8 231 spectateurs Arbitre : JP Doyle |
| 17 avril 2015 19 h 45 WET | |                |                                                                                              | Murrayfield Stadium, Édimbourg 8 231 spectateurs Arbitre : JP Doyle |

| 18 avril 2015 19 h 45 WET | Gloucester Rugby | 30 - 19 (13 - 6) | Exeter Chiefs                                                                                      | Kingsholm Stadium, Gloucester 11 907 spectateurs Arbitre : John Lacey |
| 18 avril 2015 19 h 45 WET | Essai(s) : Meakes (30e) , Savage (67e) , May (77e) Transformation(s) : Laidlaw 3 (31e,68e,78e) Pénalité(s) : Laidlaw 2 (17e,71e) , Hook (38e) |                  | Essai(s) : Taione (75e) Transformation(s) : Steenson (76e) Pénalité(s) : Slade 4 (20e,40e,45e,60e) | Kingsholm Stadium, Gloucester 11 907 spectateurs Arbitre : John Lacey |
| 18 avril 2015 19 h 45 WET | |                  | | Kingsholm Stadium, Gloucester 11 907 spectateurs Arbitre : John Lacey |

### Finale
| 1er mai 2015 19 h 45 | Gloucester Rugby                                                                                                  | 19 - 13 (13 - 6) | Édimbourg Rugby                                                                                                 | Twickenham Stoop, Londres 14 316 spectateurs Arbitre : Jérôme Garcès |
| 1er mai 2015 19 h 45 | Essai(s) : 1 : Twelvetrees (11e) Transformation(s) : 1 : Laidlaw (12e) Pénalité(s) : 4 : Laidlaw (9e,37e,50e,54e) |                  | Essai(s) : 1 : Ford (66e) Transformation(s) : 1 : Hidalgo-Clyne (66e) Pénalité(s) : 2 : Hidalgo-Clyne (3e, 36e) | Twickenham Stoop, Londres 14 316 spectateurs Arbitre : Jérôme Garcès |
| 1er mai 2015 19 h 45 | |                  | | Twickenham Stoop, Londres 14 316 spectateurs Arbitre : Jérôme Garcès |

## Statistiques

### Meilleurs réalisateurs
| Rang | Joueur | Club | Points | Essais | Transf. | Pén. | Drops |
| ---- | ------ | ---- | ------ | ------ | ------- | ---- | ----- |
| 1    |        |      | 0      | 0      | 0       | 0    | 0     |

### Meilleurs marqueurs
| Rang | Joueur | Club | Essais |
| ---- | ------ | ---- | ------ |
| 1    |        |      | 0      |